# 제2차 세계 대전 기념비
제2차 세계 대전 기념비(영어: National World War II Memorial)는 제2차 세계 대전 때 징병되고, 전사한 미국 병사에 대한 추모의 뜻을 담아 건조된 국립 기념물이다. 미국 워싱턴 D.C.의 중심부에 위치한 내셔널 몰에 건립되어 있다. 이 기념비는 2004년 4월 29일에 공개되었고, 이 해의 전몰자 추도 기념일(5월 마지막 월요일) 이틀에 해당하는 2004년 5월 29일, 미국 제43대 대통령 조지 W. 부시에 의해 기념비 제막식이 공식적으로 이루어졌다. 현재 이 기념비는 국립공원관리청(National Park Service)이 관할하는 내셔널 몰과 기념 공원 단체(National Mall and Memorial Parks group)에 의해 관리되고 있다.